# Curahtulis
Curahtulis is een bestuurslaag in het regentschap Probolinggo van de provincie Oost-Java, Indonesië. Curahtulis telt 6255 inwoners (volkstelling 2010).